# Catnip (project)
Catnip is een electroproject van de Nederlander Danny Wolfers (Legowelt) en de Zweed Lukas Pettersson (Luke Eargoggle). Van 2001 tot 2004 verschenen enkele platen. Op 26 januari 2007 traden Catnip en de afzonderlijke leden Legowelt en Eargoggle nog op in Split (Kroatië).

## Discografie
- 2001: Word To The Bird
- 2002: Romance Is The Panter
- 2003: Don't Exercise The Bird
- 2004: Catacombus